# Charles Collé

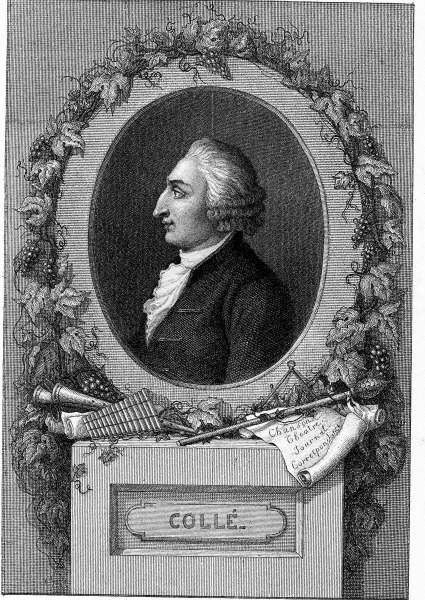
Anonymer Stich aus dem 18. Jahrhundert

Charles Collé (* 14. April 1709 in Paris; † 3. November 1783 ebenda) war ein französischer Dramatiker und Chansonnier.

## Leben
Charles Collé war der Sohn eines Prokurators beim Gerichtshof des Châtelet in Paris. Er arbeitete zuerst in einem Notariat und wurde daraufhin Angestellter bei Monsieur Meulan, dem obersten Steuereinnehmer des Pariser Steuerbezirks, welches Amt er 20 Jahre versah.
Schon früh interessierte sich Collé für die Verse von Jean Heguanier, dem damals bekanntesten Verfasser von Couplets in Paris. Als etwa 17-jähriger lernte er den Dramatiker Alexis Piron kennen, dann Pierre Gallet und durch die Vermittlung des Letzteren Charles-François Panard, die alle drei bedeutende Meister des Vaudeville waren. Sein erster dramatischer Versuch Alphone l’impuissant war eine Parodie eines Stücks von Lachaussée. Durch die Freundschaft mit dem jüngeren Crébillon fand er Aufnahme in die 1729 gegründete Pariser Société de Caveau, wo er sein Talent für volkstümliche Lieder demonstrieren konnte. 1739 wurde die Société de Caveau, zu deren Mitgliedern u. a. Claude Adrien Helvétius, Charles Pinot Duclos, Pierre-Joseph Bernard, Jean-Philippe Rameau, Alexis Piron und die beiden Crébillons zählten, aufgelöst und erst 20 Jahre später wieder neu gegründet.
Collé wurde inzwischen Sekretär und Vorleser des Herzogs von Orléans, der ein ausgezeichneter komischer Schauspieler war und Collé zum Theaterdichter an seinem Privattheater im Palais Royal machte. Die kleinen Lustspiele Collés, die sich durch geistreichen Dialog und echte Komik auszeichnen, aber recht schlüpfrige Szenen enthalten, sind herausgegeben unter dem Titel: Théâtre de société (2 Bde., Paris 1768; neue Ausgabe 3 Bde., 1777). Die bekanntesten sind: La vérité dans le vin (1747), Le galant escroc, La tète à perruque. Melchior Grimm vergleicht ihn in seiner Literarischen Korrespondenz sogar mit Anakreon.
Auch auf das Théâtre français hat sich Collé gewagt und zwar mit Schauspielen, in denen er oft einen sentimentalen, weinerlichen Ton anschlägt. Sein erfolgreiches Charakterstück Dupuis et Desronais, dessen Stoff aus dem Roman Illustres Françaises entlehnt ist, erschien 1763. Sein Lustspiel La Veuve (1771) war ein Fehlschlag und kam nur einmal auf die Bühne. Dagegen wurde sein Drama "La partie de chasse de Henri IV", das teilweise auf der Idee von Robert Dodsleys Lustspiel The King and the Miller of Mansfield beruhte, ein allgemeines Lieblingsstück. Die Erstausgabe der endgültigen dreiaktigen Fassung erschien 1764. König Ludwig XV. verbot 1766 die Aufführung an der Comédie française, so dass die Premiere erst im November 1774 stattfand, während das Stück bereits wesentlich früher Erfolge bei seiner Aufführung in der Provinz gefeiert hatte. Es wurde auch in Deutschland durch Weißes Bearbeitung als Die Jagd (Leipzig 1770) ein beliebtes Liederspiel.
Am meisten aber verdient Collé Erwähnung wegen seiner Chansons (vollständige Ausgabe 2 Bde, Paris 1807), die er zuerst im Caveau vortrug, und von denen einzelne an Béranger heranreichen. Sein zuerst von Barbier herausgegebenes Journal historique (3 Bde., Paris 1805–1807) enthält meist boshafte und ungerechte Urteile über Schriftsteller und literarische Werke aus den Jahren 1748–1772. Darin findet sich auch ein chronologisches Verzeichnis von allen seinen eigenen Werken.
In fortgeschrittenem Lebensalter verfiel Collé durch den Tod seiner Gattin in Melancholie und starb am 3. November 1783 im Alter von 74 Jahren in Paris. Seine Correspondance inédite wurde 1864 von Bonhomme veröffentlicht.